# 獵豹級護衛艦
獵豹級護衛艦（1166.1计划）(英語:Gepard-class frigate) 為俄羅斯設計来代替科尼級、格里莎级(Grisha-class)和帕西姆级(Parchim-class)的護衛艦，主要由俄罗斯海军和越南人民軍海軍使用。但是在21世紀後俄羅斯決定以守護級護衛艦作為艦隊替換主力，獵豹級護衛艦目前主力放在拓展外銷。

## 設計
1980年代，蘇聯海軍計畫開發一款新型沿海巡邏艦，計畫編號11660，不過因為蘇聯海軍要求新型艦要裝備性能提升的聲納，船隻的總噸位提升至2,000噸級，與諾維克級護衛艦同等。
1990年底，11660型護衛艦放置龍骨，不過蘇聯崩潰後工程陷入停頓；到1995年時，尚在船台上的11660護衛艦被解體。
11660在1993年為了外銷印度海軍進行微幅修改，成為11661型護衛艦，但是印度海軍最後沒有接受該設計，全案在1995年終止資金挹注。不過俄羅斯海軍同時接手該計畫，進行俄羅斯海軍要求而更改的稱為11661型護衛艦，首艦命名為鞑靼斯坦。且從1990年代起，俄羅斯繼續修改軍艦設計，發展出外銷版11661E'型，對外稱為獵豹級護衛艦。
11661E（獵豹級）開發後，俄方提供了五種子型號供選配：
1. ：有直升機甲板，無直升機機庫，無可變深度聲納
2. ：有直昇機甲板與機庫，沒有可變深度聲納、拆除SA-N-4
3. ：船長增加13.8公尺，滿載排水量增加到2,100噸級，CADS-N-1取代AK-630近迫武器系統，有直升機庫與可變深度聲納
4. ：搜救用的無武裝版
5. ：有直昇機甲板、無機庫，在10海浬的時速時可巡航6,000海浬，極速23海浬，使用燃氣渦輪-柴油機複合動力輪機。

目前俄羅斯主要推銷的是短艦身的2.9級及長艦身的3.9級，3.9級獵豹護衛艦的排水量較2.9級大，攜帶的導彈量也較多，能在五級的風浪下進行巡航。
獵豹級護衛艦為典型的護衛艦，具有基本但齊全的武備，包括反艦飛彈、防空飛彈、反潛魚雷、水雷佈放功能，同時也可支援艦載直升機操作；但相關功能均只能提供自衛運用，無法提供區域性的火力效果。

## 外銷
目前獵豹級唯一海外用户是越南人民海軍，全數為計劃11661E：獵豹3.9級，目前也是越南人民海軍戰力最強的水面戰鬥艦艇；第一批獵豹3.9級艦訂單在2007年簽約，一號艦於2009年12月下水，二號艦於2010年3月下水，于2011年3月和8月交货。
越南海軍2011年晚些时候签下了追加两艘ASW反潜版的订单并且在探讨取得生产许可的可能。
越南第二批次獵豹級訂單因俄羅斯與烏克蘭交惡影響造艦時程，烏克蘭製艦用主機因此無法交運造船廠裝艦，致使船艦下水時間延宕一年。未來增訂批次可能會因此更換為俄羅斯自產的燃氣渦輪發動機，柴油發動機則以德國的MTU-8000系列取代。在2014年越南
決定增購第三批次獵豹級，但採購談判尚未完成。
斯里蘭卡在2017年開始提出採購獵豹5.1的談判，希望俄羅斯以信用貸款的方式提供造艦預算，在2017年9月斯里蘭卡內閣批准總統邁特里帕拉·西里塞納提出採購獵豹5.1護衛艦的構想。

## 同級艦
| 用户   | #   | 名称                  | 代号                | 建造方               | 开建           | 下水           | 服役           | 舰队     | 状态   |
| ------ | --- | --------------------- | ------------------- | -------------------- | -------------- | -------------- | -------------- | -------- | ------ |
| 俄羅斯 | 691 | 鞑靼斯坦 (前Yastreb)  | 11661               | 澤列諾多爾斯克造船廠 | 1993年         | 2001年7月2日   | 2003年8月31日  | 裏海艦隊 | 现役   |
| 俄羅斯 | 693 | 达吉斯坦 (前信天翁号) | 11661K              | 泽楞诺多斯克厂       | 1994年         | 2011年4月1日   | 2012年11月28日 | 裏海艦隊 | 現役   |
| 越南   | 011 | HQ-011 丁先皇         | 11661E (Gepard 3.9) | 泽楞诺多斯克厂       | 2007年7月10日  | 2010年12月12日 | 2011年3月23日  |          | 现役   |
| 越南   | 012 | HQ-012 李公蘊         | 11661E (Gepard 3.9) | 达吉斯坦             | 2007年11月27日 | 2011年3月16日  | 2011年8月22日  |          | 现役   |
| 越南   | 015 | HQ-015 陳興道         | 11661E (Gepard 3.9) | 泽楞诺多斯克厂       | 2013年9月24日  | 2016年4月27日  | 2018年2月6日   |          | 現役   |
| 越南   | 016 | HQ-016 光中           | 11661E (Gepard 3.9) | 泽楞诺多斯克厂       | 2013年9月24日  | 2016年5月26日  | 2018年2月6日   |          | 现役   |
| 越南   | 017 | HQ-017 吳權           | 11661E (Gepard 3.9) | 泽楞诺多斯克厂       | ?              | ?              | ?              |          | 已訂購 |
| 越南   | 018 | HQ-018 李常傑         | 11661E (Gepard 3.9) | 泽楞诺多斯克厂       | ?              | ?              | ?              |          | 已訂購 |